# Haizhou
Haizhou (en chino, 海州; pinyin, Hǎizhōu, léase Jái-Zhóu) es un distrito urbano bajo la administración directa de la Prefectura Fuxin  en la Provincia de Liaoning, República Popular China.  Su área es de 66 km² y su población total para 2010 superó los 270 mil habitantes. 

## Administración
Desde julio de 2023, el  Distrito Haizhou  se divide en 7 pueblos que se administran en 6 subdistritos y 1  poblado.